# 哥得兰市镇
哥得兰市镇（瑞典語：Gotlands kommun）是瑞典东南部哥得兰省的唯一市镇，覆盖哥得兰岛全岛。其治所位于维斯比。